# Doba osová

Autor termínu, filozof Karl Jaspers

Pojem doba osová (německy Achsenzeit, u jiných autorů též etický zlom) zavedl německý filozof Karl Jaspers ve svých pracích z filozofie dějin; označuje dobu vymezenou přibližně lety 800 a 200 př. n. l., kdy ve čtyřech na sobě nezávislých kulturních prostorech současně povstaly filozofické a náboženské tradice, které dodnes tvoří základy civilizace. Podle Jasperse osová doba znamenala ustanovení duchovních základů lidství; vznikly základní pojmy a kategorie, ve kterých lidstvo myslelo během celých následujících dějin a ve kterých myslí dodnes.
S příchodem hinduismu a buddhismu v Indii, taoismu a konfucianismu v Číně, prorockého judaismu a zoroastrismu na Předním východě a filozofie ve starém Řecku vznikl nábožensko-filozofický pohled na svět, ze kterého lidstvo dodnes čerpá sílu a naději. Toto vykročení k absolutnu či, jak je Jaspers nazývá, zduchovnění, způsobilo podstatnou proměnu lidstva a vznik dějin v nám známém smyslu.
Jádrem této proměny, jež v osové době začala, je sebeuvědomění člověka jako mravně odpovědného jednotlivce a s tím související objev lidské subjektivity, svobody, individuální morálky a svědomí. Individualizovaný člověk tak postupně ztrácí oporu samozřejmě sdíleného mýtu a tradice, k nimž musí přistupovat kriticky a orientovat se podle svého vlastního rozumu. Jako svobodný odpovídá za své činy a zároveň ví, že není jen hříčkou osudu, nýbrž že sám také tvoří dějiny.
Další moderní autoři hovoří o této „revoluci starověku“ jako o kroku „od mýtu k logu“ (např. Wilhelm Nestle), o „objevu ducha“ (Bruno Snell), „zrodu logu“ (Arno Schmidt), či v souvislosti se vznikem řeckých městských států jako o „počátku dějin“ (Jan Patočka) a „vzniku politična“ (Christian Meier). Význam tohoto obratu vyjádřil podle Patočky Platón tak, že za hlavní úkol člověka pokládá „péči o duši“.